# Liste d'instructions
Pour les articles homonymes, voir IL.
La liste d'instructions, ou Instruction List (IL) en anglais, est un des cinq langages de programmation pour automates programmables industriels (API) définis par la norme CEI 61131-3. C'est un langage de bas niveau, comparable à l'assembleur.

## Langages dérivés
Siemens propose, pour programmer ses API, un langage dérivé d'IL appelé Statement List (STL) en anglais, et Anweisungs-Liste (AWL) en allemand.